# Carex allolepis
Carex allolepis là một loài thực vật có hoa trong họ Cói. Loài này được Rchb. mô tả khoa học đầu tiên năm 1846.